# Maçonaria
Maçonaria refere-se a organizações fraternais que têm as suas origens nas guildas medievais de canteiros que, a partir do final do século XIII, regulamentavam a qualificação da profissão e a sua interação com autoridades e clientes. Devido a equívocos sobre a tradição da maçonaria de não discutir seus rituais com não membros, a fraternidade tornou-se associada a muitas teorias da conspiração.
A maçonaria moderna consiste em dois grupos principais de reconhecimento. A maçonaria regular insiste em que um volume de um livro sagrado seja aberto em uma loja de trabalho, que todos os membros professem crer em um Ser Supremo, que nenhuma mulher seja admitida e que a discussão sobre religião e política seja proibida. A maçonaria continental é o termo geral usado para as jurisdições que removeram parte ou todas essas restrições.
A unidade organizacional básica local da maçonaria é a loja, que geralmente é supervisionada em nível regional (estado, província ou fronteira nacional) por uma obediência ou potência maçônica. Não existe uma Grande Loja internacional que supervisiona toda a maçonaria; cada obediência é independente e não se reconhece necessariamente como legítima.
Os graus maçônicos mantêm os três níveis das guildas de artesãos medievais: os de "aprendiz", "companheiro" e "mestre". Ao candidato desses três graus são progressivamente ensinados os significados dos símbolos da maçonaria e confiados cumprimentos, sinais e palavras para indicar sua posição a outros membros. Os graus são parte da moral alegórica da organização, cujos membros são conhecidos como maçons. Existem graus adicionais, que variam de acordo com a localidade e jurisdição, e geralmente são administrados por seus próprios órgãos (separados daqueles que administram os graus de ofício).

## História

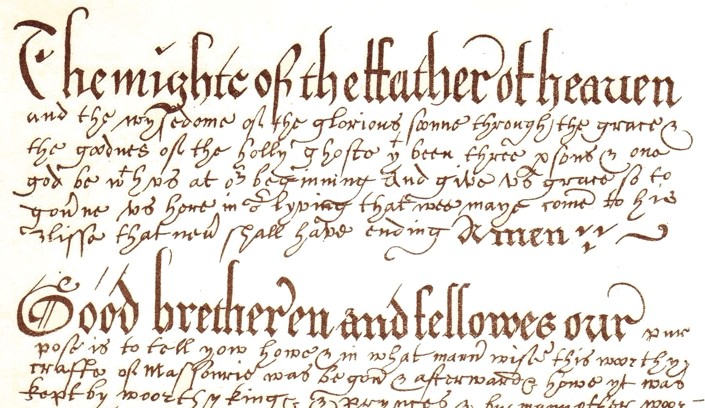
Introdução dos Manuscritos Maçônicos.

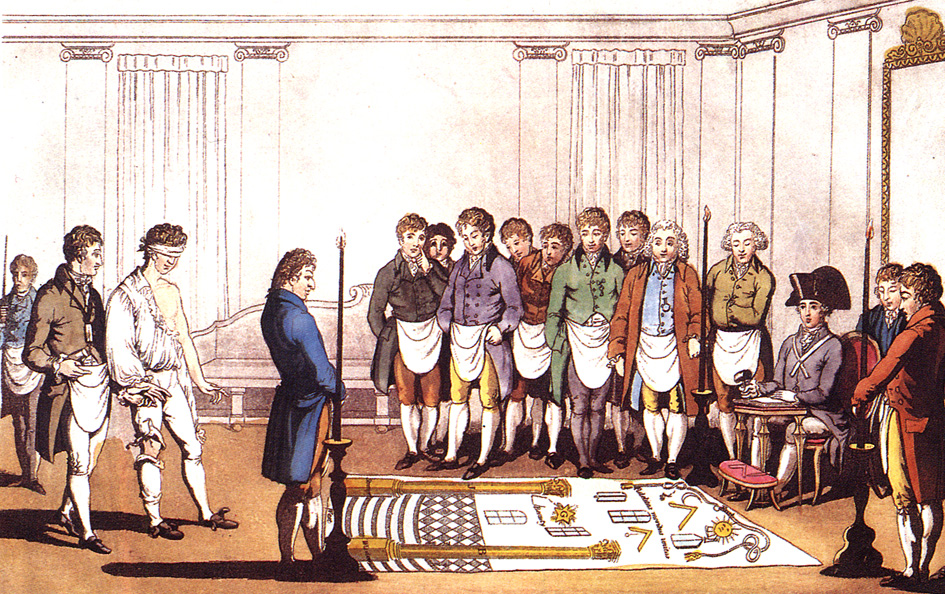
Iniciação em uma loja maçônica de Paris, 1745.

Desde meados do século XIX, os historiadores maçônicos buscam as origens do movimento em uma série de documentos semelhantes conhecidos como Manuscritos Maçônicos, que datam desde cerca de 1425 até o início do século XVIII. Aludindo ao pertencimento a uma loja de pedreiros operativos, eles a relacionam a uma história mitologizada, aos deveres de suas notas e à maneira pela qual os juramentos de fidelidade devem ser tomados ao ingressar. É do século XV também a primeira evidência de rito cerimonial.
Não há um mecanismo claro pelo qual essas organizações profissionais se tornaram as lojas maçônicas de hoje. Os primeiros rituais e senhas conhecidos, que provém de lojas operacionais da virada do século XVII a XVIII, mostram  que houve a continuidade dos rituais desenvolvidos no final do século XVIII por maçons aceitos ou "especulativos", como aqueles membros que não praticavam o ofício físico passaram a ser gradualmente conhecidos. As atas da loja de Edimburgo (Capela de Maria) nº 1, na Escócia, mostram a passagem de uma loja operativa em 1598 para uma loja especulativa moderna.  Ela tem a reputação de ser a loja maçônica mais antiga do mundo.
Alternativamente, Thomas De Quincey, em seu trabalho intitulado Rosicrucians and Freemasonry, propôs a teoria que sugeria que a maçonaria era possivelmente uma consequência do rosacrucianismo. A teoria também foi postulada em 1803 pelo professor alemão J. G. Buhle.
A primeira Grande Loja, a "Grande Loja de Londres e Westminster" (mais tarde denominada "Grande Loja da Inglaterra"), foi fundada no dia de São João, 24 de junho de 1717, quando quatro lojas de Londres se reuniram para um jantar conjunto. Muitas lojas inglesas aderiram ao novo órgão regulador, que entrou em um período de autopublicidade e expansão. No entanto, muitas lojas não quiseram endossar as mudanças feitas no ritual pelos chamados "modernos", e algumas delas formaram uma Grande Loja rival, em 17 de julho de 1751, que eles chamaram de "Grande Loja Antiga da Inglaterra". Essas duas Grandes Lojas disputaram a supremacia até que os modernos prometeram voltar ao ritual antigo. Eles se uniram em 27 de dezembro de 1813 para formar a Grande Loja Unida da Inglaterra (UGLE).
A Grande Loja da Irlanda e a Grande Loja da Escócia foram formadas em 1725 e 1736, respectivamente, embora nenhuma das duas tenha convencido todas as lojas existentes em seus países a se unirem por muitos anos.

## Sociedade

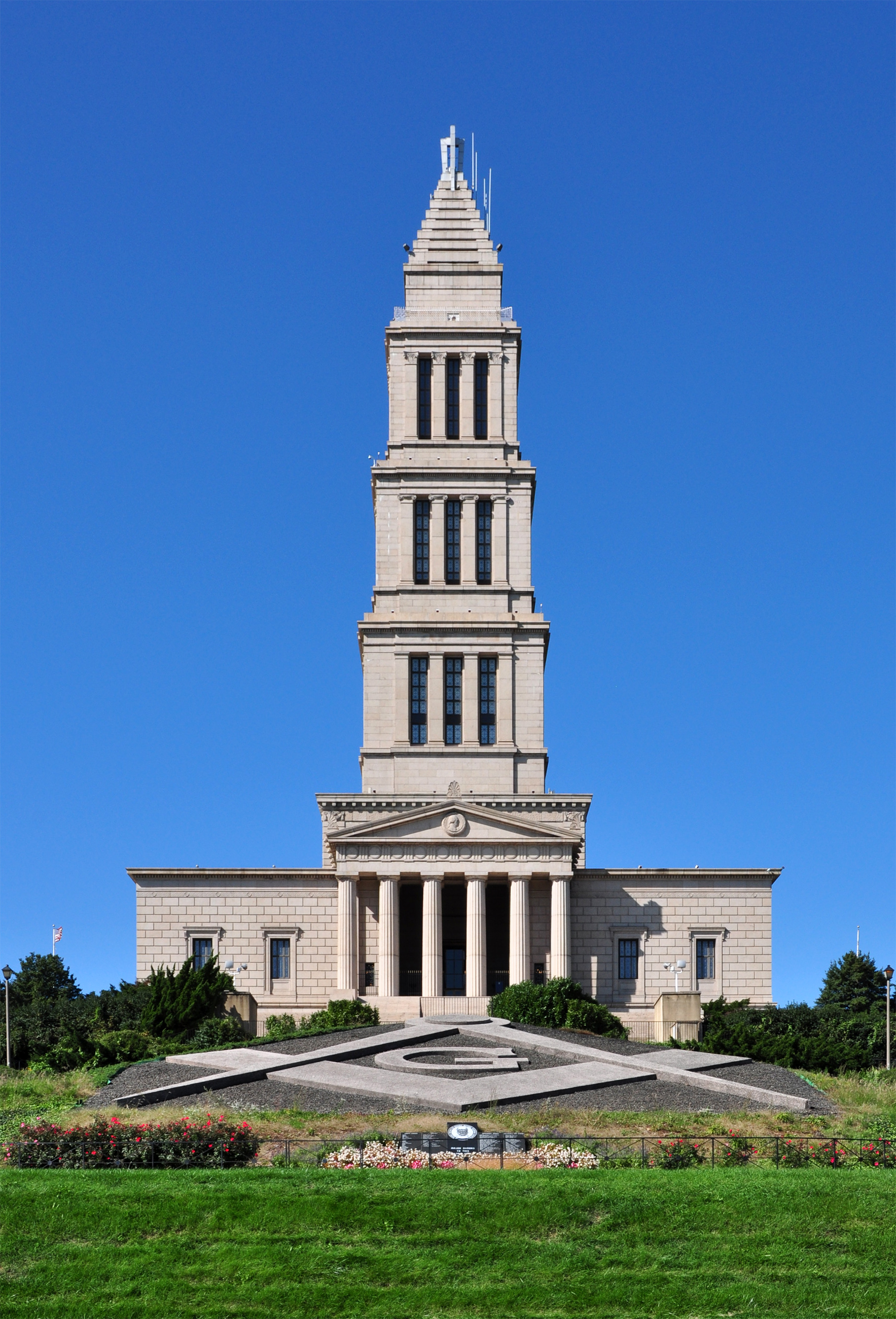
George Washington Masonic National Memorial, em Washington, DC, inspirado no Farol de Alexandria.

A maçonaria teve influência decisiva em grandes acontecimentos mundiais, tais como a Revolução Francesa e a Independência dos Estados Unidos. Tem sido relevante, desde a Revolução Francesa, a participação da maçonaria em levantes, sedições, revoluções e guerras separatistas em muitos países da Europa e da América. No Brasil, deixou suas marcas, especialmente na independência do Brasil do jugo da metrópole portuguesa e, entre outras, a inconfidência mineira e na denominada "Revolução Farroupilha", no extremo sul do país, tendo legado os símbolos maçônicos na bandeira do Rio Grande do Sul, estado da Federação brasileira. Vários outros Estados da Federação possuem símbolos maçônicos nas suas bandeiras, como Minas Gerais, por exemplo.
A divulgação dos direitos do homem e da ideia de um governo republicano inspirou a maçonaria no Brasil, em particular depois da Revolução Francesa, quando os cidadãos derrubam a monarquia absolutista secular. As ideias que fermentaram o movimento (século XVIII) havia levedado o espírito dos colonos americanos, que emigraram para a América em busca de liberdade religiosa e política.
A maçonaria é caracteristicamente universalista por ser uma sociedade que aceita a afiliação de todos os cidadãos que se enquadrarem na qualificação "livres e de bons costumes", qualquer que seja a sua raça, a sua nacionalidade, o seu credo, a sua tendência política ou filosófica, desde que não neguem ao homem o direito à liberdade individual da autodeterminação.
Potências e lojas são autônomas somente em sentido administrativo, grão–mestres e mestres das Lojas não podem jamais se pronunciar em nome da Maçonaria Universal. No entanto, se autorizados por suas assembleias, podem se pronunciar oficialmente sobre desenvolvimento dos seus trabalhos, na escolha da forma e do direcionamento de suas atividades sociais e culturais.

### Iluminismo

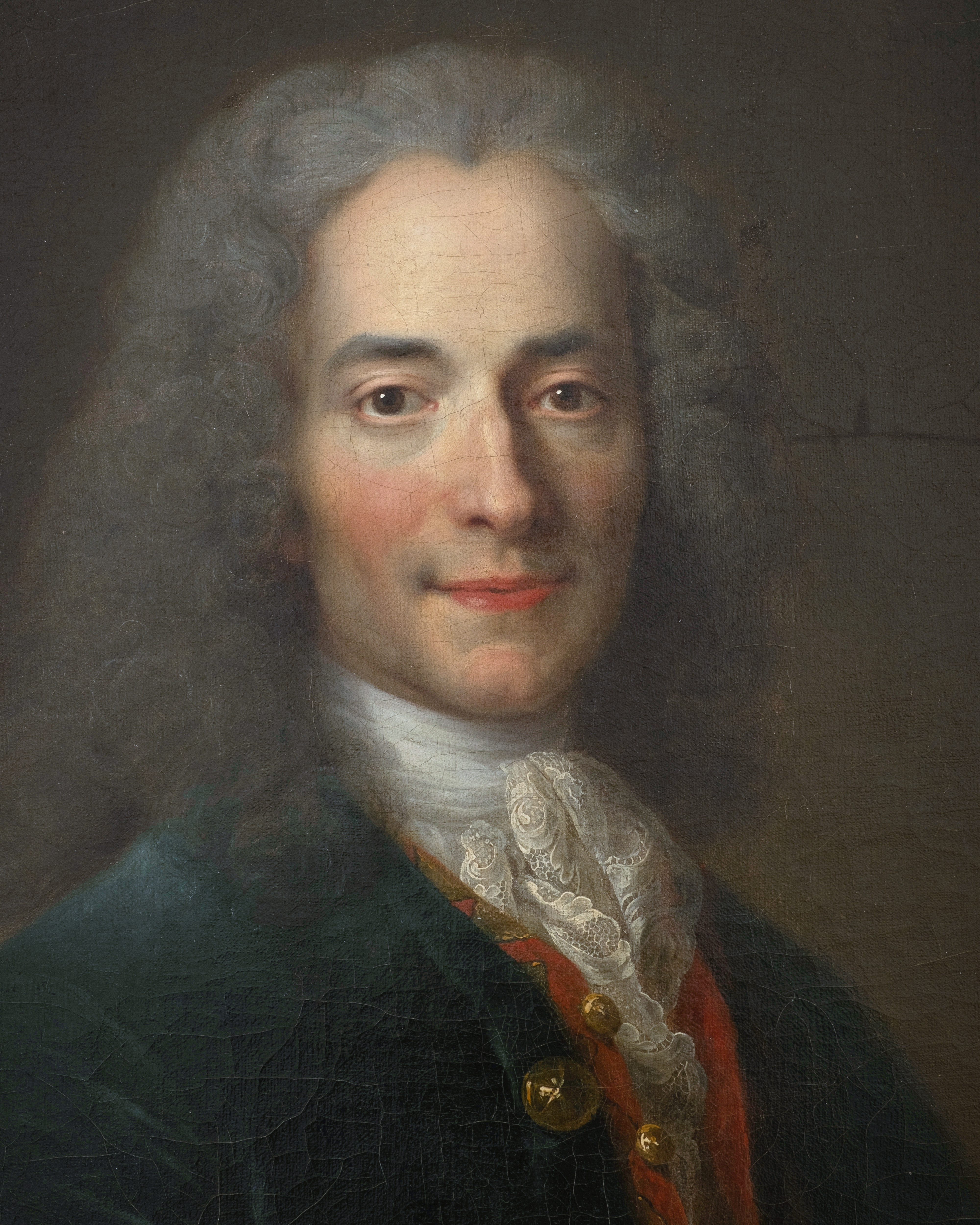
Voltaire, retratado por Nicolas de Largillière, 1718.

O Iluminismo é um conceito que sintetiza diversas tradições filosóficas, sociais, políticas, correntes intelectuais e atitudes religiosas. Pode-se falar mesmo em diversos micro-iluminismos, diferenciando especificidades temporais, regionais e de matiz religioso, como nos casos de Iluminismo tardio, Iluminismo escocês e Iluminismo católico. O Iluminismo é, para sintetizar, uma atitude geral de pensamento e de ação. Os iluministas admitiam que os seres humanos estão em condição de tornar este mundo um mundo melhor — mediante introspecção, livre exercício das capacidades humanas e do engajamento político-social.
Devido a formação intelectual e a autonomia que cada loja tem para pronunciar-se e decidir em assembleia conforme a deliberação de seus associadas, não podemos falar em influência da Maçonaria Universal sobre determinado aspecto, mas sim de uma ou grupos de lojas. Como aconteceu no Brasil quando havia lojas ou grupos de Lojas a favor da República e outras lojas ou grupos de Lojas a favor de reinos constitucionais durante o Segundo Império. Essas posições, aparentemente divergentes atendem às aspirações da liberdade maçônica porque ambos os mencionados sistemas políticos limitam os poderes de seus governantes máximos, o presidente ou o rei.
Iluministas se filiaram às Lojas Maçônicas como um lugar seguro e intelectualmente livre e neutro, apropriado para a discussão de suas ideias, principalmente no século XVIII quando os ideais libertários ainda sofriam sérias restrições por parte dos governos absolutistas na Europa continental e por isso certamente a Maçonaria teria contribuído para a difusão do Iluminismo e que este por sua vez também possa ter contribuído para a difusão das lojas maçônicas.
O lema, ou o símbolo, "Liberdade, Igualdade, Fraternidade" se constitui de um grupo de palavras que supostamente exprime as aspirações teóricas do povo maçônico e que, se atingidas, levariam a um alto grau de aperfeiçoamento de toda a Maçonaria, o que é evidentemente utópico, como a nosso ver o são todos os lemas. A trilogia seria de origem revolucionaria e que se introduziu na cultura maçônica através do Imperador Napoleão a partir do início do período napoleônico.

## Estrutura e características

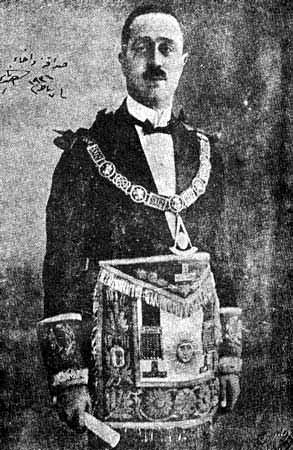
Indumentária utilizada pelos maçons

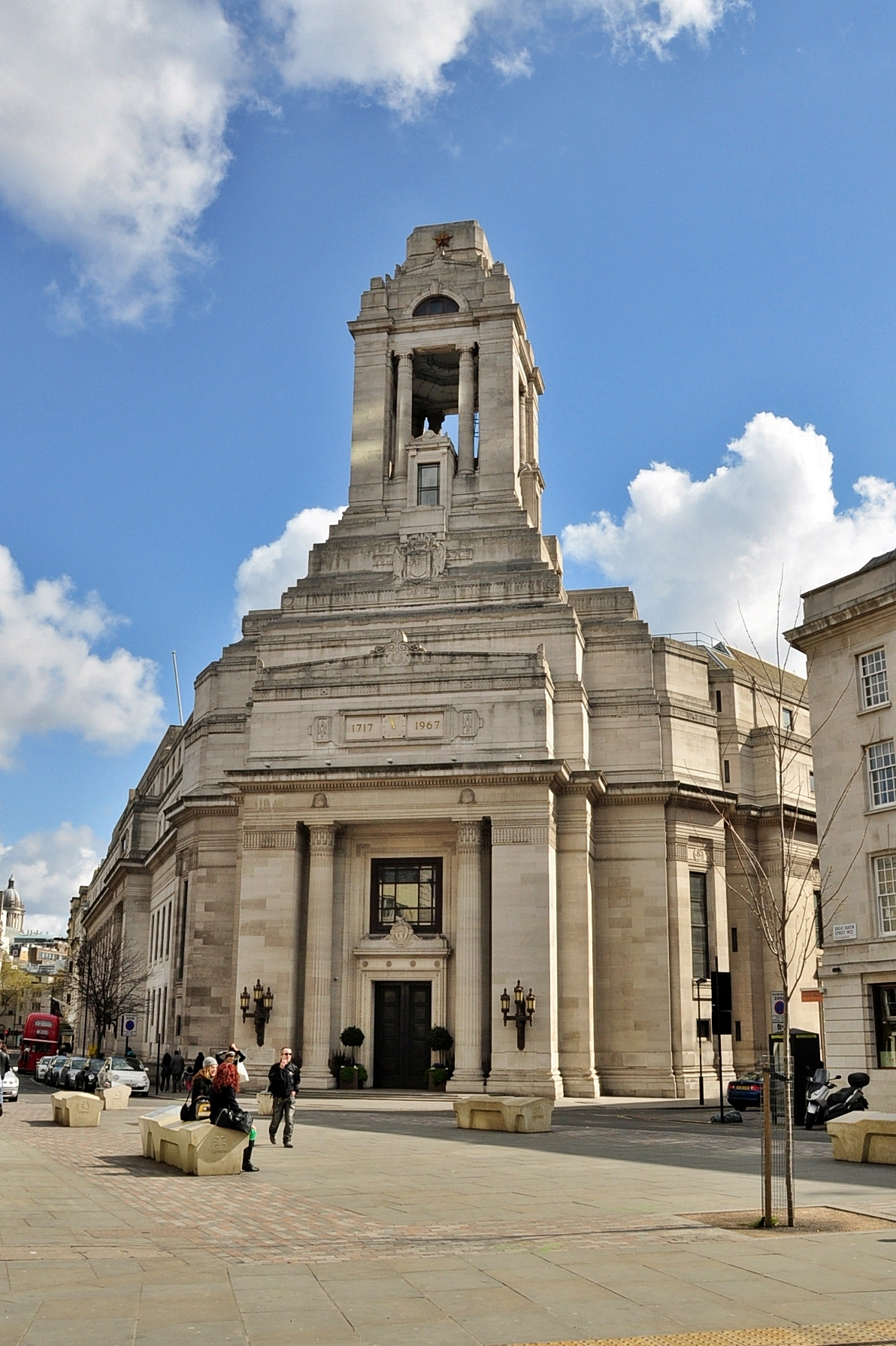
Sede da Grande Loja Unida da Inglaterra.

A maçonaria exige, de seus membros, o respeito às leis do país em que cada maçom vive e trabalha. Os princípios maçônicos não podem entrar em conflito com os deveres que, como cidadãos, têm os maçons. Na realidade, estes princípios tendem a reforçar o cumprimento de suas responsabilidades públicas e privadas.
Induz seus membros a uma profunda e sincera reforma de si mesmos, ao contrário de ideologias que pretendem transformar a sociedade, com uma sincera esperança de que o progresso individual contribuirá, necessariamente, para a posterior melhora e progresso da Humanidade. E é por isso que os maçons jamais participarão de conspirações contra o poder legítimo, escolhido pelos povos.
Para um maçom, as suas obrigações como cidadão e pai de uma família devem, necessariamente, prevalecer sobre qualquer outra obrigação e, portanto, não dará nenhuma proteção a quem agir desonestamente ou contra os princípios morais e legais da sociedade.
Em função disso, os objetivos perseguidos pela maçonaria são:
- Ajudar os homens a reforçarem o seu caráter;[27][28]
- Melhorar sua bagagem moral e espiritual;[27][28] e
- Aumentar seus horizontes culturais.[27][28]

A maçonaria universal utiliza o sistema de graus para transmitir os seus ensinamentos, cujo acesso é obtido por meio de uma iniciação a cada grau. Os ensinamentos são transmitidos através de representações e símbolos.

### Obediências
A Maçonaria Simbólica divide-se em Obediências Maçônicas designadas de Grande Loja, Grande Oriente ou Ordem, que são unidades administrativas diferentes, que agrupam diversas Lojas, mas que propagam os mesmos ideais. Além da Maçonaria Simbólica, e conforme o Rito praticado (sistema de práticas e normas que englobam os Rituais adotados nas Lojas Simbólicas e acrescentam ainda graus para estudos filosóficos), existem os Altos Graus, que se subordinam a outras entidades, assim são por exemplo, os Altos Graus do Rito Escocês Antigo e Aceito estão sob a égide tutelar de um Supremo Conselho, geralmente um por país, sendo comum que os Supremos Conselhos mantenham relações de reconhecimento entre si, bem como celebrem tratados com os corpos da Maçonaria Simbólica, mas limitando-se apenas a administrar os seus ditos graus "superiores", que no caso do R.E.A.A. compreende os graus 4º ao 33º, sendo que o conteúdo de muitos destes graus não possuem qualquer ligação direta com a Lenda tradicional que fundamenta a Maçonaria Universal no mundo (ver Landmarks de Albert Mackey).

### Regularidade

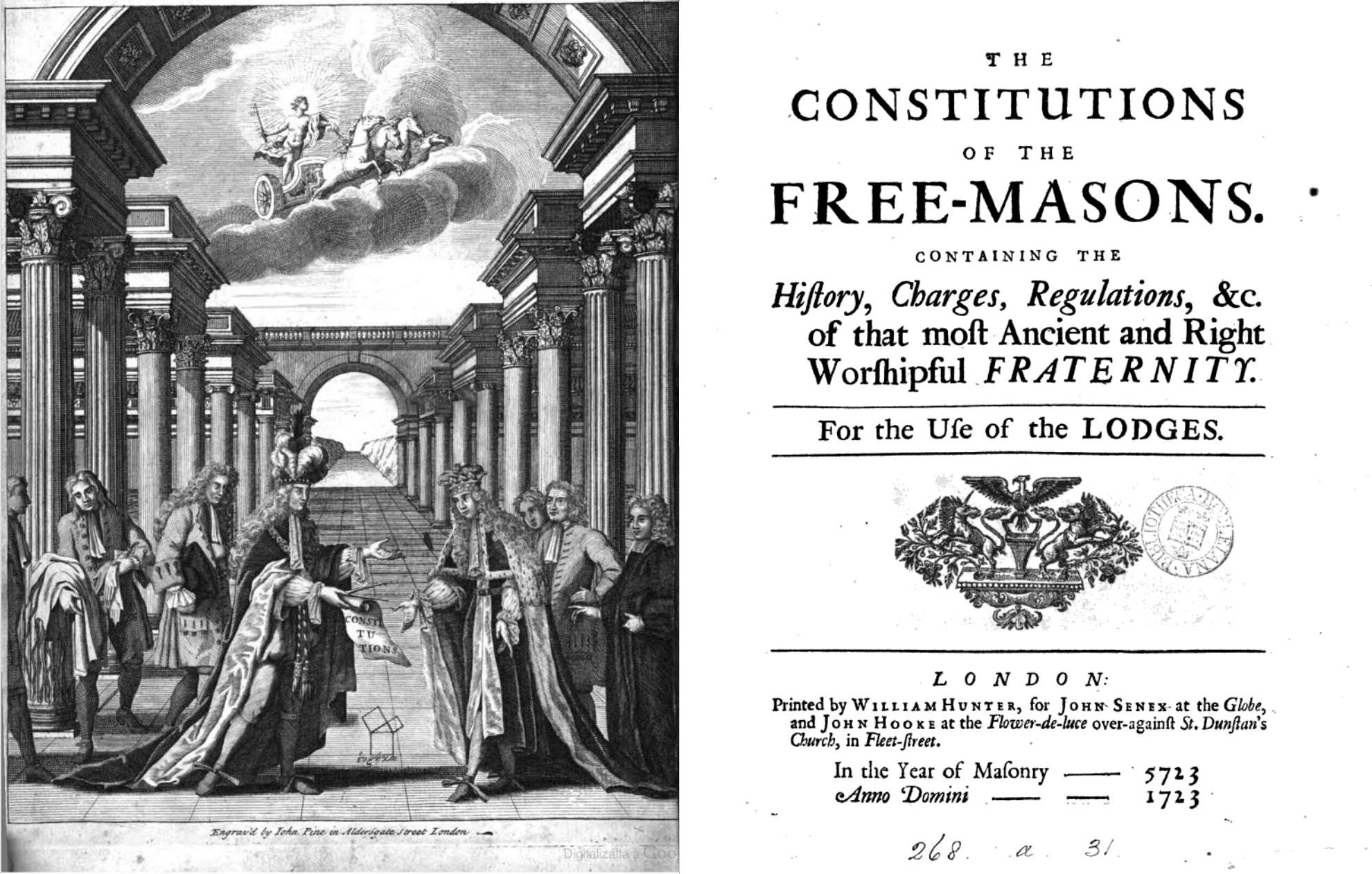
Constituição de Anderson — 1723.

São os regulamentos consagrados na Constituição de Anderson, considerados o fundamento e pilar da maçonaria moderna, que obrigam à crença em Deus. Consequentemente, com o não cumprimento deste critério, fica, desde logo, designada a atividade maçônica como irregular. Para ser membro da maçonaria, não basta a autoproclamação, por isso é necessário um convite formal e é obrigatório que o indivíduo seja iniciado por outros maçons. Mantém o seu estatuto desde que cumpra com os seus juramentos e obrigações, sejam elas esotéricas ou simbólicas, e esteja integrado numa Loja regular, numa Grande Loja ou num Grande Oriente, devidamente consagrados, segundo as terminologias tradicionais, ditadas pelos Landmarks da Constituição de Anderson.
Na Maçonaria regular, é exigido que seus membros professem uma religião ou apenas creiam em um ser supremo, chamado pelos maçons de Grande Arquiteto do Universo, título dado a Deus. Que está para além de qualquer credo religioso, respeitando toda a sua pluralidade. A crença num ser supremo é ponto indiscutível nos landmarks para que se possa ser iniciado na maçonaria. É uma realidade filosófica mas não um ponto doutrinal.

### Mulheres

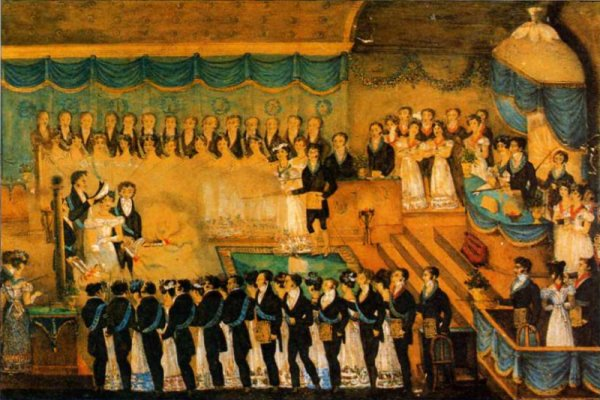
Recepção de uma jovem numa Loja de Adopção do Primeiro Império (França).

O tema da relação entre mulheres e Maçonaria é complexo e sem uma explicação fácil. Tradicionalmente, só os homens podem ser maçons no âmbito da Maçonaria Regular. Há evidências, embora o fenômeno fosse raro, que algumas mulheres tomassem o controle de acesso em várias corporações, antes do surgimento da Maçonaria especulativa. Alguns dos estatutos de idade (idade de referência) mostram, por exemplo, o comércio do livro de Paris (1268), os estatutos da Guilda dos Carpinteiros em Norwich (1375), ou os estatutos das Lojas de York (1693). Na França, o cavaleiro de Ramsay, em seu famoso discurso maçônico de 1736, contém a mesma proibição, mas é menos uma questão de princípio do que a defesa da "pureza de nossos costumes":
A Maçonaria mista que admite homens e mulheres nasceu em 4 de abril de 1893 quando Maria Deraismes, com a ajuda de Georges Martim, cria em Paris a primeira loja maçónica mista. A partir desta loja inicial, em 1901 é criada a Ordem Maçónica Mista Internacional "Le Droit Humain" — O Direito Humano.

### Ritos

O T triplo do Rito de York.

A maçonaria é composta por Graus Simbólicos e Filosóficos, variando o seu nome e o âmbito de Rito para Rito. A maçonaria simbólica compreende o seguintes três graus obrigatórios, previstos nos landmarks da Ordem: Aprendiz; Companheiro e Mestre. O trabalho realizado nos graus ditos "superiores" ou filosóficos é optativo e de caráter complementar.
Os ritos, compostos por procedimentos ritualísticos, são métodos utilizados para transmitir os ensinamentos e organizar as cerimônias maçônicas. Cada rito tem suas características particulares, assemelhando-se ou divergindo do outro em aspectos gerais, em detalhes, mas convergindo em pelo menos um ponto comum: a regularidade maçônica, isto é, o reconhecimento internacional amparado pela Constituição de Anderson
No mundo, já existiram mais de duzentos ritos, e pouco mais de cinquenta são praticados atualmente. Os mais utilizados são o Rito de York, o Rito de Emulação, o Rito Escocês Antigo e Aceito, Adonhitamita e o Rito Moderno (também chamado de Rito Francês ou Moderno na Europa). Juntos, estes três ritos detêm como seus praticantes mais de 99% dos maçons especulativos.

### Lojas e templos

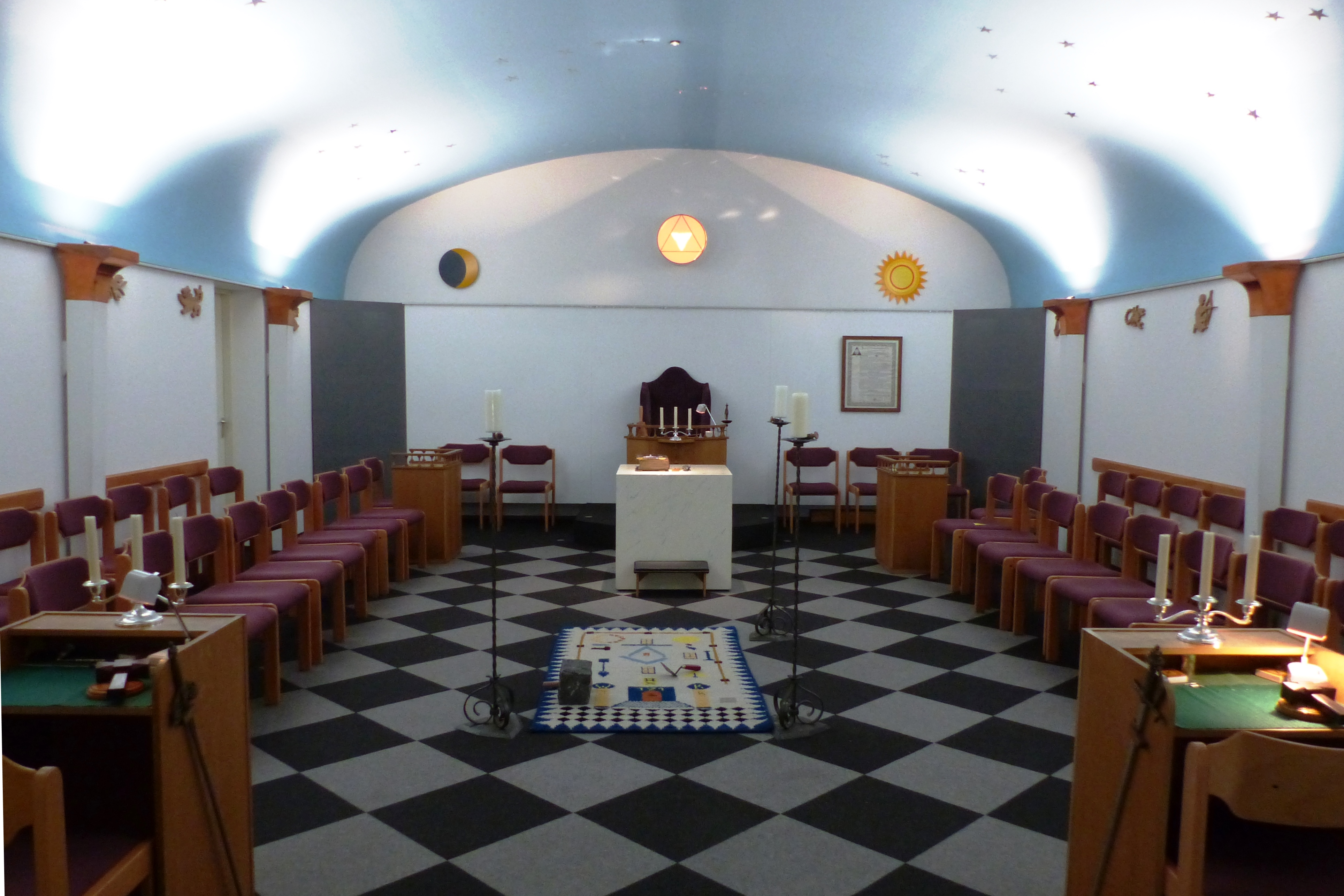
Interior de uma loja maçônica em Achterhoek, Países Baixos.

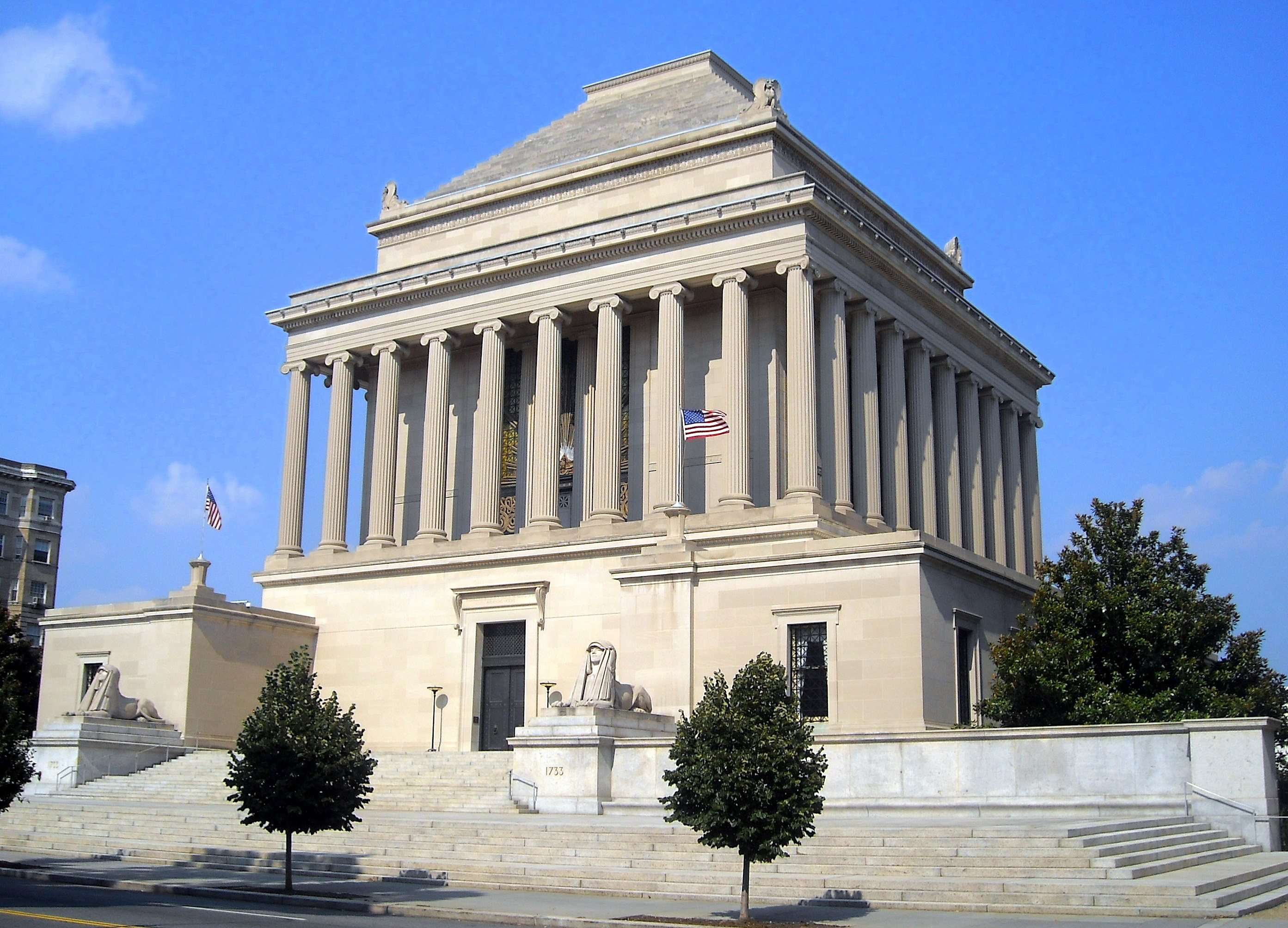
Casa do Templo Maçônico, Washington, DC, inspirado no Mausoléu de Halicarnasso.

Na maior parte do mundo, os maçons juntam-se, formando lojas maçônicas (português brasileiro) ou maçónicas (português europeu) de modo a trabalhar nos graus simbólicos da maçonaria. As Lojas não são os edifícios onde se reúnem, mas a própria organização; podem também ser cedidas pelos maçons a ordens patrocinadas pela maçonaria, como a Ordem DeMolay e a Ordem dos Escudeiros da Távola Redonda. As diversas maçonarias nacionais estão divididas por "oficinas" que podem ser constituídas por lojas (com mais de seis "maçons perfeitos") ou triângulos maçônicos (pelo menos até seis maçons) ou ainda, no Rito Escocês Antigo e Aceito, com no mínimo sete maçons, dos quais três mestres maçons.
Um Templo Maçónico é um lugar onde se reúnem os Franco-Maçons, a fim de celebrar os seus rituais, que eles chamam de "comportamentos". A sua concepção, disposição e decoração, obedecem a regras simbólicas precisas, que podem variar mais ou menos de acordo com os ritos e graus maçônicos. Muitas vezes, é bastante extensa a referência feita ao Templo de Salomão, como descreve o primeiro livro dos Reis, na Bíblia (Capítulos 5, 6 e 7) e o II Crônicas — (no Livro de Crónicas) (Capítulos 3 e 4).
A decoração do templo também é codificada. Uma parte é fixa, mas alguns elementos mudam, dependendo de quem ocupa o lugar, o seu ritual e seu grau maçônico. Há uma corda a nós, o ramalhete serrilhado, ao redor do templo, abaixo do limite das longas paredes do lado leste, norte e sul. Ela simboliza a união da cadeia.
Pelo leste, e na parede, por detrás da plataforma do Venerável, se encontra representado um triângulo isósceles chamado delta luminoso, um Sol e uma Lua, chamados luminárias. No segundo grau maçônico, situado na parte ocidental, a parede no lado norte da porta, se encontra uma estrela brilhante de cinco estrelas nomeada flamboyante em forma de ramos. Este é um pentagrama. Em níveis mais elevados, cortinas pretas ou vermelhas, e raramente, outras cores mais, podem ser colocadas nas paredes. Ao mudar a partir do posto de companheiro para o mestre, o Templo se torna sala ambiente ou Hekhal, para os maçons do terceiro grau, onde, de acordo com o mito de Hiram Abiff, os mestres receberam o seu salário. Segundo a tradição maçônica, o acesso a este "espaço", se dá por uma escada em forma de parafuso, por três séries sucessivas, respetivamente 3, 5 e 7 etapas. Na Bíblia, o Hekhal, ocupa uma posição intermediária entre o pórtico e o santo dos santos.

## Presença mundial

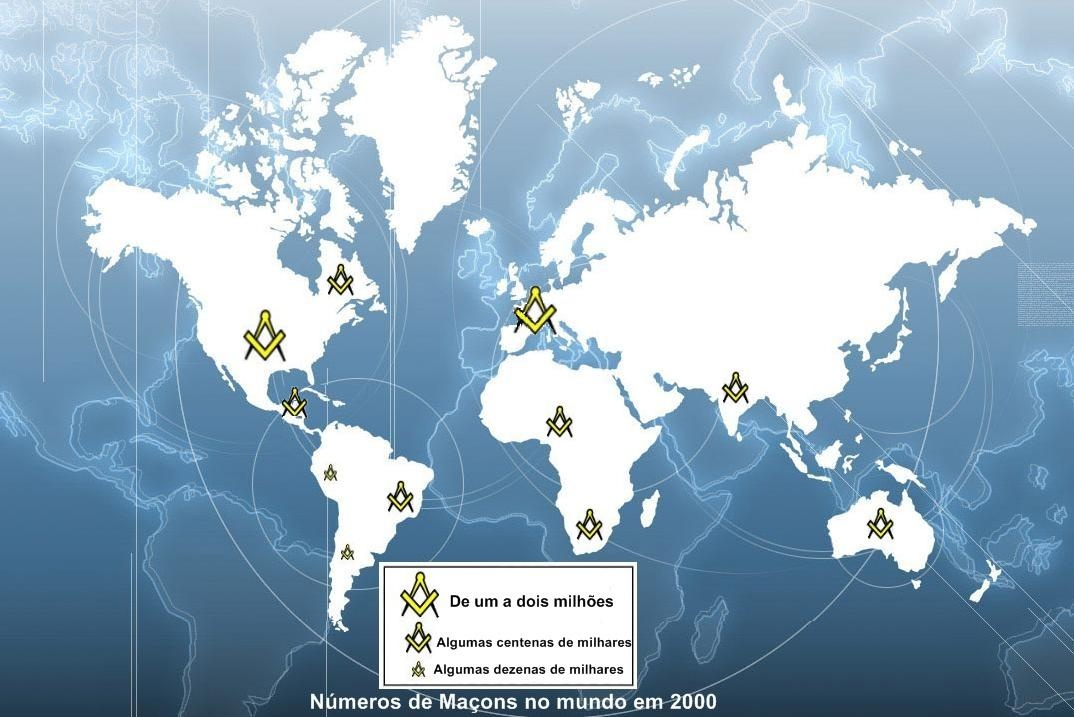
Implantação da maçonaria no mundo.

Desde a sua criação, a maçonaria viu o paradoxo de ser universal, enquanto existente em maneiras muito diferentes e em diferentes épocas e países. Estima-se que, ao redor do mundo, haja entre 4 e 6 milhões de pessoas ligadas à maçonaria, contra 7 milhões em 1950. Esta redução de efetivos foi principalmente na maçonaria Anglo-Americana, cujo número quase dobrou nos dez anos seguintes à Segunda Guerra Mundial e, em seguida, diminuiu gradualmente mais de 60% nos cinquenta anos seguintes. Na Europa continental, os números diminuíram significativamente após a Ocupação e não tinha conhecido um aumento semelhante nos anos 1950. Eles são atualmente um pouco mais elevados.
Na maioria dos países da América Latina, predomina a maçonaria dogmática. É tão presente na Europa (é a essência da maçonaria europeia) quanto na América Latina. No Canadá, é bastante marginalizada e é quase inexistente nos Estados Unidos, onde as lojas são pouco "liberais" (no estilo europeu), sendo frequentadas, na sua maioria, por residentes e visitantes. Em todo o restante do mundo, no entanto, a tendência é seguir o "mainstream" das Lojas Anglo-Americanas. Em alguns países, porém, os dois movimentos existem lado a lado, ou em um relacionamento amigável de compreensão mútua (especialmente em certas regiões onde a maçonaria de todas as tendências têm sido particularmente perseguida), ou com relações mais tensas.

### Brasil

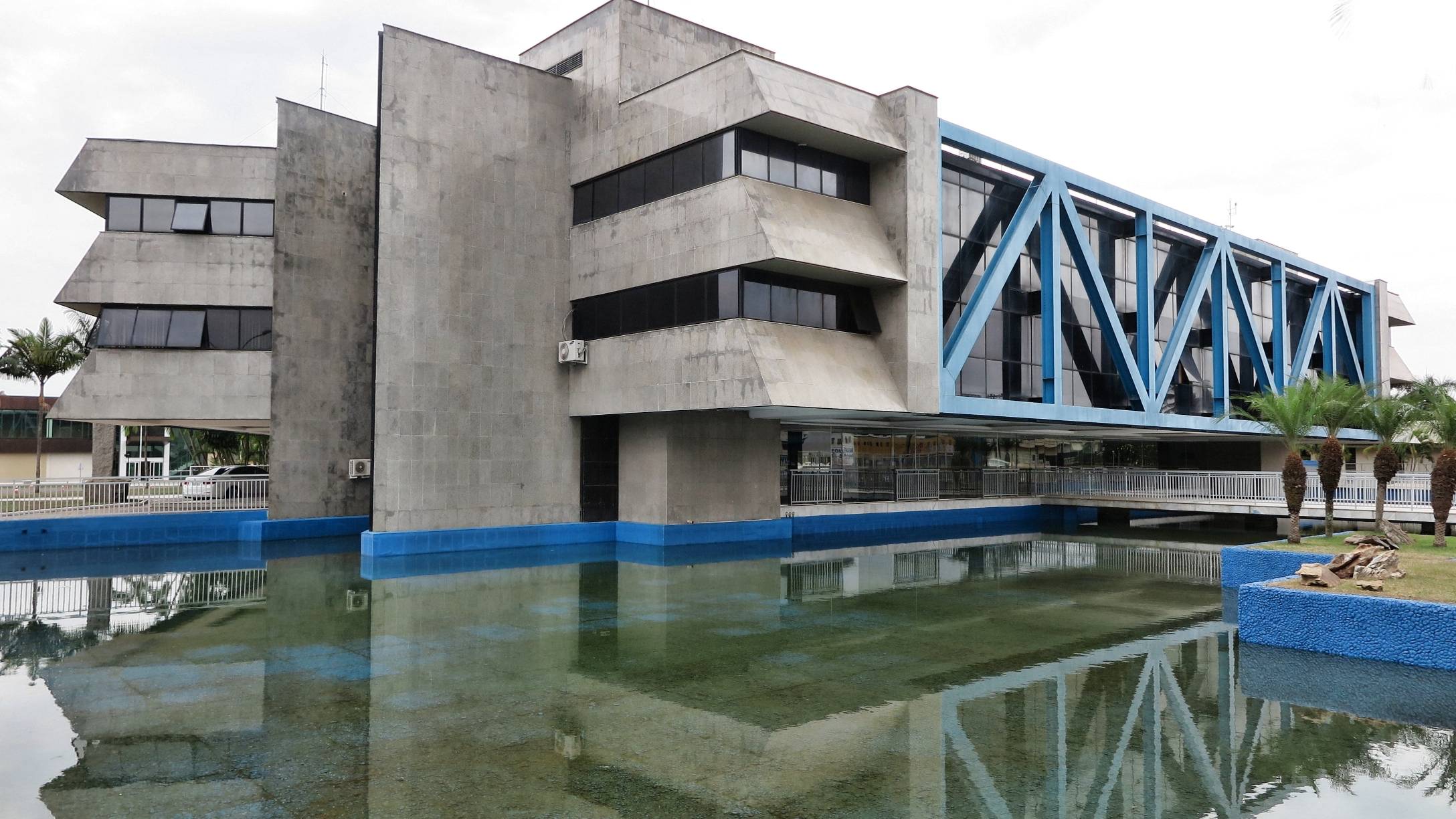
Sede do Grande Oriente do Brasil em Brasília.

A primeira loja maçônica brasileira surgiu em Pernambuco no ano de 1796: o Areópago de Itambé, instalado por Manuel Arruda Câmara. Arruda Câmara foi um padre carmelita que deixou a batina para estudar medicina na Universidade de Montpellier na França. Após se especializar em Botânica, ele retornou a Pernambuco, fundando a sociedade filosófica que viria a influenciar, anos mais tarde, a Conspiração dos Suassunas e a Revolução Pernambucana.
A maçonaria esteve presente em momentos fundamentais da história do Brasil, como a Independência, a Proclamação da República e a Abolição da Escravatura. Enquanto Ordem Maçônica comprometida com os valores éticos do amor à pátria e o bem comum, esteve presente durante o processo de redemocratização do país, e mesmo recentemente tem lutado juntamente com outras organizações da sociedade civil para a construção de uma classe política brasileira honesta e menos demagógica.
A maçonaria mista aparece no Brasil em 1918 com a criação da primeira loja no Rio de Janeiro denominada Anita Garibaldi da ordem maçónica mista Le Droit Humain.

## Antimaçonaria
Antimaçonaria foi definida como "oposição à Maçonaria", mas não há movimento antimaçônico homogêneo. A antimaçonaria consiste em críticas amplamente diferentes de diversos grupos (e muitas vezes incompatíveis) que são hostis à maçonaria de alguma forma. Os críticos incluíram grupos religiosos, grupos políticos e teóricos da conspiração, em particular aqueles que defendiam as teorias da conspiração maçônicas, como a teoria da conspiração judaico-maçônica ou a conspiração judaico-maçônico-comunista internacional. Certos antimaçons de destaque, como Nesta Helen Webster (1876–1960), criticaram exclusivamente a "Maçonaria Continental" enquanto consideravam a "Maçonaria Regular" uma associação honrosa. Houve muitos boatos contra a maçonaria que datam do século XVIII. Eles geralmente não têm contexto, podem estar desatualizados por vários motivos, ou podem ser boatos diretos por parte do autor, como no caso da Fraude de Taxil. Esses hoaxes frequentemente se tornaram a base para críticas à maçonaria, geralmente de natureza religiosa ou política, ou são baseados na suspeita de alguma forma de conspiração corrupta. A oposição política que surgiu após o "Caso Morgan", em 1826, deu origem ao termo "antimaçonaria", que ainda hoje é usado nos Estados Unidos, tanto pelos maçons em referência a seus críticos quanto como pelos próprios críticos.

### Religião
A maçonaria atraiu críticas de Estados teocráticos e religiões organizadas por suposta competição com a religião, ou suposta heterodoxia dentro da própria fraternidade e tem sido alvo de teorias da conspiração, que afirmam que a maçonaria é um poder oculto e maligno.

#### Cristianismo
O estudioso maçônico Albert Pike é frequentemente citado (em alguns casos mal-citado) por anti-maçons protestantes como uma autoridade para a posição da Maçonaria sobre essas questões. No entanto, Pike, embora instruído, não era um porta-voz da Maçonaria e também era controverso entre os maçons em geral. Seus escritos representavam apenas sua opinião pessoal e, além disso, uma opinião fundamentada nas atitudes e entendimentos da Maçonaria do Sul dos EUA no final do século XIX. Notavelmente, seu livro traz no prefácio uma forma de renúncia de sua própria Grande Loja. Nenhuma voz jamais falou por toda a Maçonaria.
O fundador da  Igreja Metodista Livre, B.T. Roberts, foi um oponente vocal da Maçonaria em meados do século 19. Roberts se opôs à sociedade por motivos morais e declarou: "O deus da loja não é o Deus da Bíblia". Roberts acreditava que a Maçonaria era um "mistério" ou religião "alternativa" e encorajou sua igreja a não apoiar ministros que fossem maçons. A liberdade das sociedades secretas é uma das "liberdades" sobre as quais a Igreja Metodista Livre foi fundada.
Em 1933, a igreja Ortodoxa, Igreja da Grécia, declarou oficialmente que ser maçom constitui um ato de apostasia e assim, até que se arrependa, a pessoa envolvida com A Maçonaria não pode participar da Eucaristia. Isso tem sido geralmente afirmado em toda a Igreja Ortodoxa Oriental. A crítica ortodoxa da Maçonaria concorda com as versões católica e protestante: "A Maçonaria não pode ser de forma alguma compatível com o cristianismo, na medida em que é uma organização secreta, agindo e ensinando em mistério e segredo e racionalismo deificante".

##### Catolicismo

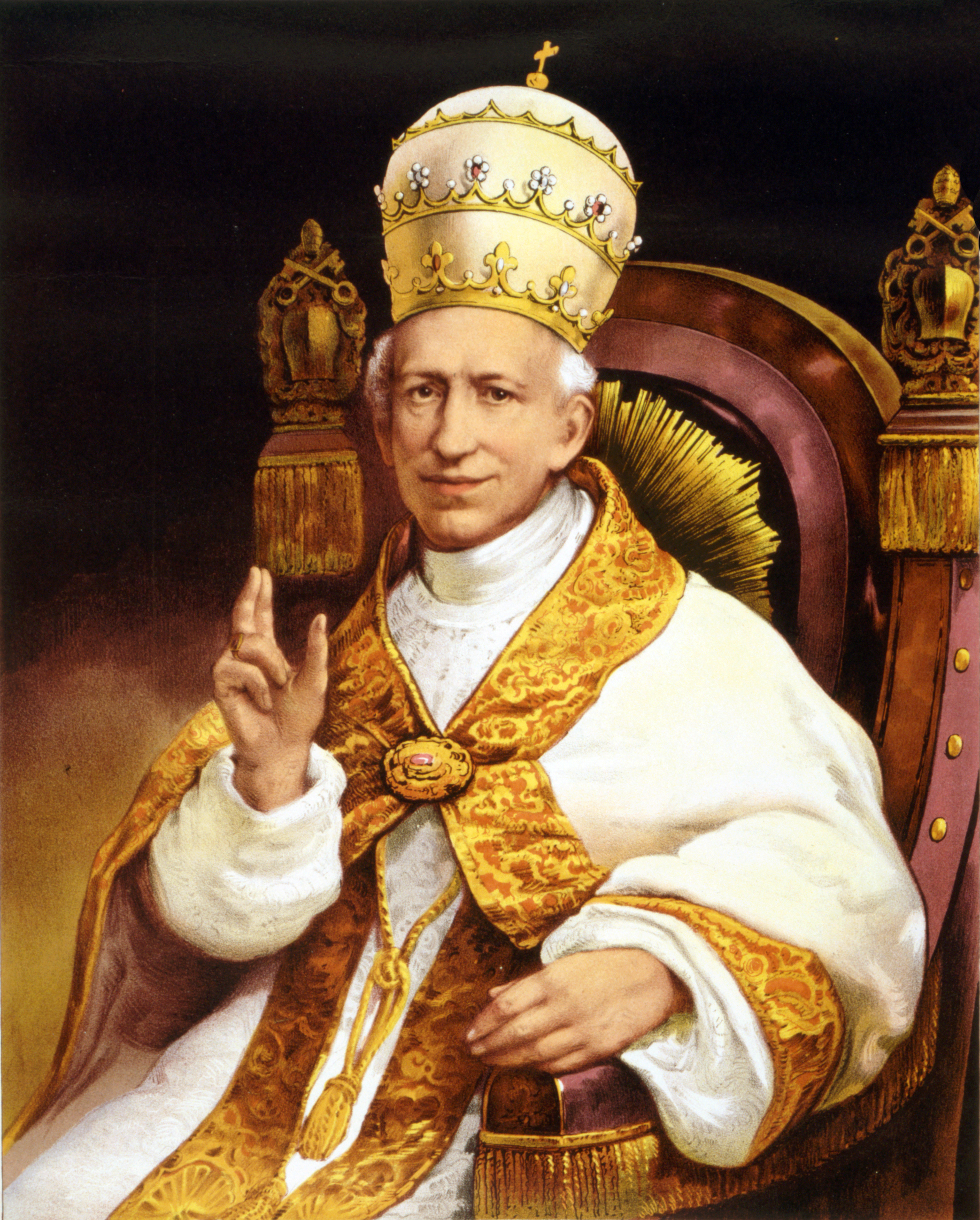
Papa Leão XIII, foi um adversário ferrenho da maçonaria

Embora membros de várias religiões citem objeções, certas denominações cristãs tiveram atitudes negativas em relação à Maçonaria, proibindo ou desencorajando seus membros de serem maçons. A denominação com a mais longa história de objeção à Maçonaria é a Igreja Católica. As objeções levantadas pela Igreja Católica são baseadas na alegação de que a Maçonaria ensina uma religião naturalista deísta que está em conflito com a doutrina da Igreja. Vários pronunciamentos papais foram emitidos contra a Maçonaria. O primeiro foi o In eminenti apostolatus, do Papa Clemente XII em 28 de abril de 1738; o mais recente foi o Ab apostolici, do Papa Leão XIII, em 15 de outubro de 1890. O Código de Direito Canônico de 1917 declarou explicitamente que ingressar na Maçonaria implicava automaticamente excomunhão, além disso, proibiu a leitura de livros favorecendo a Maçonaria.
Apesar disso, há acusações sobre Paulo VI e alguns cardeais da Igreja relacionarem-se a uma loja. Entretanto, todas as acusações carecem de provas. A condenação da Igreja é forte e não muda ainda que membros do clero tenham de alguma forma se associado à sociedade secreta. No Brasil Império, havia clérigos maçons e a tentativa de alguns bispos ultramontanos de adverti-los causou um importante conflito conhecido como Questão Religiosa. O principal dos bispos antimaçônicos desta época foi Dom Vital, bispo de Olinda. Recebeu forte apoio popular, mas foi preso pelas autoridades imperiais, notadamente favoráveis à maçonaria. Após ser liberto, foi chamado a Roma onde foi congratulado pelo papa, SS Pio IX, por sua brava resistência, e foi recebido paternalmente e com alegria (o Papa, comovido, só o chamava de "Mio Caro Olinda", "Mio Caro Olinda").
Até 1983, a pena para católicos que se associassem a essa sociedade era de excomunhão. Com a formulação do novo Código de Direito Canônico que não mais condenava a maçonaria explicitamente, muitos pensaram que a Igreja a houvesse aceitado. No entanto, a Congregação para Doutrina da Fé tratou de esclarecer o mal entendido e afirmar que permanece imutável o parecer negativo sobre a maçonaria e a pena de excomunhão para os que a ela se associarem. A mesma declaração foi, um ano mais tarde, reiterada e explicada em todos os detalhes à luz dos novos tempos. Em 2023, o Papa Francisco reafirmou a proibição de os católicos se tornarem maçons, afirmando a «[...] inconciliabilidade entre a doutrina católica e a Maçonaria [...]» em resposta a Julito Cortes, Bispo de Dumanguete, que manifestou preocupação com o número crescente de Maçons nas Filipinas. A proibição renovada citou tanto o Código de Direito Canônico de 1983, como as Diretrizes feitas por uma Conferência Episcopal em 2003.
A Maçonaria Especulativa surgiu durante o período da reforma protestante e é negada por algumas denominações reformadas. Notadamente, James Anderson, o autor da Constituição de Anderson, era um pastor presbiteriano.

#### Islã
Muitos argumentos antimaçônicos islâmicos estão intimamente ligados ao antissemitismo e ao antissionismo, embora outras críticas sejam feitas, como a vinculação da maçonaria ao Al-Masih ad-Dajjal (o falso Messias nas Escrituras Islâmicas). Alguns antimaçons muçulmanos argumentam que a maçonaria promove os interesses dos judeus em todo o mundo e que um de seus objetivos é destruir a mesquita de Al-Aqsa para reconstruir o Templo de Salomão em Jerusalém. No artigo 28 de seu Pacto, o Hamas afirma que a maçonaria, o Rotary e outros grupos semelhantes "trabalham no interesse do sionismo e de acordo com suas instruções ...".
Muitos países de maioria muçulmana não permitem estabelecimentos maçônicos dentro de suas fronteiras. No entanto, países como a Turquia e o Marrocos estabeleceram grandes lojas, enquanto em países como a Malásia e o Líbano existem grandes lojas operando. No Paquistão, em 1972, Zulfiqar Ali Bhutto, então primeiro-ministro, proibiu a maçonaria e os edifícios das lojas maçônicas foram confiscados pelo governo.
Lojas maçônicas existiam no Iraque já em 1917, quando a primeira loja sob a Grande Loja Unida da Inglaterra (UGLE) foi aberta. Nove lojas sob a UGLE existiam na década de 1950 e uma loja escocesa foi formada em 1923. No entanto, a posição mudou após a revolução, e todas as lojas foram forçadas a fechar em 1965. Esta posição foi posteriormente reforçada sob o regime de Saddam Hussein; a pena de morte foi "prescrita" para aqueles que "promovem ou aclamam os princípios sionistas, incluindo a maçonaria, ou que se associam a organizações sionistas".

### Oposição política
Em 1799, a maçonaria britânica quase parou devido a proclamação do Parlamento. Após a Revolução Francesa, a Lei das Sociedades Ilícitas proibiu quaisquer reuniões de grupos que exigissem que seus membros prestassem juramento ou obrigação. Os Grão-Mestres das Lojas Modernas e Antigas chamaram o primeiro-ministro William Pitt (que não era maçom) e explicaram a ele que a maçonaria era um defensora da lei e constituía legalmente a autoridade e estava muito envolvida em trabalhos de caridade. Como resultado, a maçonaria foi especificamente isenta dos termos da Lei, desde que o Secretário de cada loja particular colocasse junto ao "Secretário da Paz" local uma lista dos membros de sua loja uma vez por ano. Isso continuou até 1967, quando a obrigação da disposição foi rescindida pelo Parlamento.

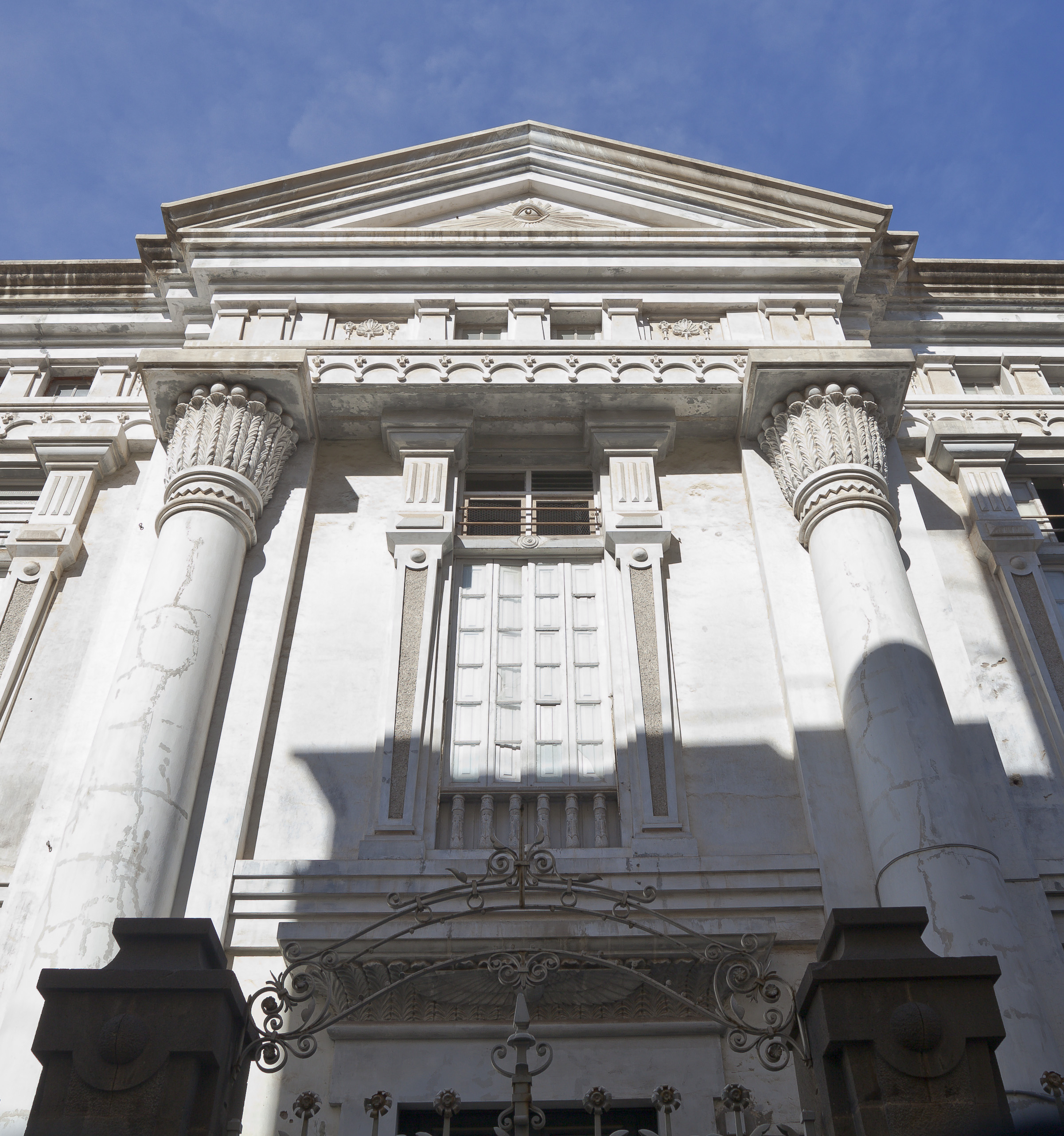
Templo Masónico de Santa Cruz de Tenerife, um dos poucos templos maçônicos que sobreviveu ao período da Espanha Franquista.

A maçonaria nos Estados Unidos enfrentou pressão política após o sequestro de William Morgan em 1826 pelos maçons e seu subsequente desaparecimento. Os relatórios do "Caso Morgan", juntamente com a oposição à democracia jacksoniana (Andrew Jackson era um maçom proeminente), ajudaram a alimentar um movimento antimaçônico. O Partido Antimaçônico, de curta duração, foi formado e apresentou candidatos para as eleições presidenciais de 1828 e 1832.
Na Itália, a maçonaria se vinculou a um escândalo referente à loja Propaganda Due (também conhecida como P2). Esta loja foi fretada pelo Grande Oriente da Itália em 1877, como uma loja para visitar maçons incapazes de frequentar suas próprias lojas. Sob a liderança de Licio Gelli, no final da década de 1970, a P2 se envolveu nos escândalos financeiros que quase quebraram o Banco do Vaticano. No entanto, a essa altura, a loja estava operando de forma independente e irregular, pois o Grande Oriente havia revogado sua carta e expulso Gelli em 1976.
Os teóricos da conspiração há muito tempo associam a maçonaria à Nova Ordem Mundial e aos Illuminati e afirmam que a maçonaria como organização está empenhada na dominação mundial ou já secretamente no controle da política mundial. Historicamente, a maçonaria atraiu críticas — e repressão — tanto da extrema-direita política (por exemplo, Alemanha nazista) como da extrema-esquerda (por exemplo, os antigos Estados comunistas na Europa Oriental). O professor Andrew Prescott, da Universidade de Sheffield, escreve: "Desde pelo menos a época dos Protocolos dos Anciãos de Sião, o antissemitismo andava de mãos dadas com a antimaçonaria, por isso não surpreende que as alegações de que 11 de setembro tenham sido uma conspiração sionista foram acompanhados de sugestões de que os ataques foram inspirados por uma ordem mundial maçônica".
Nas democracias modernas, a maçonaria é frequentemente vista com desconfiança. No Reino Unido, os maçons que trabalhavam no sistema de justiça, como juízes e policiais, foram obrigados de 1999 a 2009 a divulgar seus membros. Embora uma investigação parlamentar tenha constatado que não houve evidências de irregularidades, o governo acreditava que as lealdades em potencial dos maçons para apoiar outros maçons deveriam ser transparentes para o público. A política de exigir uma declaração de filiação maçônica pelos candidatos a cargos judiciais (juízes e magistrados) foi encerrada em 2009 pelo secretário de Justiça Jack Straw (que havia iniciado a exigência nos anos 1990). Straw afirmou que a regra era considerada desproporcional, uma vez que nenhuma impropriedade ou negligência havia sido demonstrada como resultado de juízes serem maçons. A maçonaria é bem-sucedida e controversa na França e, a partir do início do século XXI, o número de membros passou a aumentar, mas a divulgação na mídia ainda costuma ser negativa.

#### Holocausto

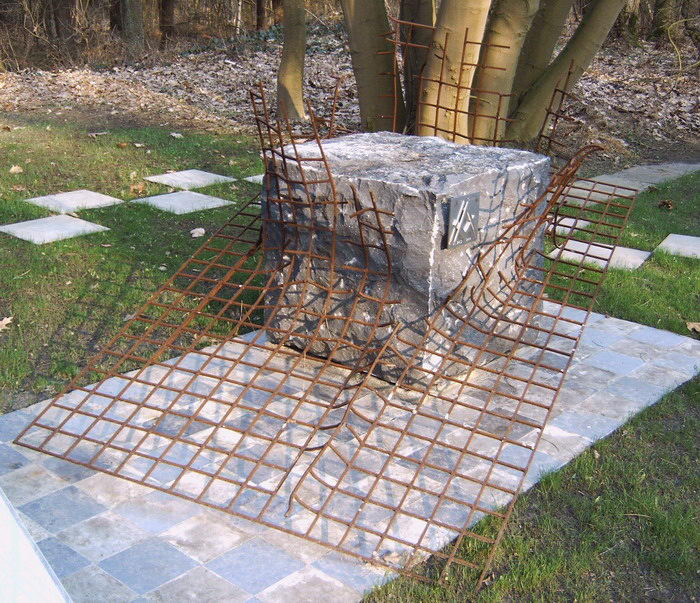
Monumento a Liberté chérie no campo de concentração de Esterwegen.

Os registros preservados do Reichssicherheitshauptamt (Escritório Central de Segurança do Reich) mostram a perseguição aos maçons durante o Holocausto. O RSHA Amt VII (registros escritos) foi supervisionado pelo professor Franz Six e foi responsável por tarefas "ideológicas", com o que se pretendia criar propaganda antissemita e antimaçônica. Embora o número de vítimas não seja conhecido com precisão, os historiadores estimam que entre 80 000 e 200 000 maçons foram mortos sob o regime nazista. Os presos maçônicos dos campos de concentração foram classificados como prisioneiros políticos e usavam um triângulo vermelho invertido. Hitler acreditava que os maçons sucumbiram aos judeus conspirando contra a Alemanha.
A pequena flor azul do miosótis foi usada pela primeira vez pela Grande Loja Zur Sonne, em 1926, como emblema maçônico na convenção anual em Bremen, Alemanha. Em 1938, um distintivo de miosótis — fabricado pela mesma fábrica que o distintivo maçônico — foi escolhido para a campanha anual de caridade do Partido Nazista em Winterhilfswerk. Essa coincidência permitiu que os maçons usassem o emblema do miosótis como um sinal secreto de associação.
Após a Segunda Guerra Mundial, a flor do miosótis foi usada novamente como emblema maçônico em 1948 na primeira Convenção Anual das Grandes Lojas Unidas da Alemanha em 1948. O símbolo agora é usado na lapela do casaco pelos maçons ao redor do mundo lembrar todos os que sofreram em nome da maçonaria, especialmente aqueles durante a era nazista.

### Geral
- BOUCHER, Jules. La Symbolique maçonnique, Editeur Dervy, 1990, ISBN 2-85076-510-4;
- BESOUCHET, Lídia. José Maria Paranhos: Visconde do Rio Branco: ensaio histórico-biográfico/ Tradução de Vera Mourão - Rio de Janeiro:Nova Fronteira;[Brasília]: INL, 1985;
- COLUSSI, Eliane Lúcia. A maçonaria brasileira no Século XIX. São Paulo:Saraiva, 2002. - (Que história é esta?), ISBN 85-02-03816-8.
- PIGEARD, Alain e outros. Os Franco-Mações, 2003 (1.ª Ed.), Editora Pregaminho, ISBN 972-711-429-6 (Traduzido da edição original: Les Francs-Maçons, Éditions Tallandier, Paris, 1998).
- COSTA, Frederico Guilherme. "Maçonaria na Universidade-2". Londrina: "A TROLHA", 1996.
- HUTIN, Serge. "Les Francs-Maçons". Paris: Éditions du Seuil, 1976.
- PALOU, Jean. "A Franco-Maçonaria Simbólica e Iniciática". trad. do Francês. São Paulo: Pensamento, s/d.
- PETERS, Ambrósio. "O Manuscrito Régio e o Livro das Constituições". Londrina: "A TROLHA", 1997.
- RIPA MONTESANO, Domenico Vittorio. "Vademecum di Loggia", Edizione Gran Loggia Phoenix – Roma Italia 2009 ISBN 978-88-905059-0-4
- VAROLI FILHO, Theobaldo. "Curso de Maçonaria Simbólica". 1º Tomo (Aprendiz). São Paulo: "A Gazeta Maçônica", 1976.

### Em Portugal
- ARNAUT, António. Introdução à Maçonaria. Coimbra: Coimbra Editora, 2000. ISBN 978-972-32-1416-1
- CARVALHO, António Carlos. Para a história da maçonaria em Portugal (1913-1935): alguns subsídios recolhidos por António Carlos Carvalho. Lisboa: Editorial Veja, 1976.
- DIAS, Maria da Graça Silva; DIAS, J. S. da Silva. Os primórdios da maçonaria em Portugal. Lisboa: Instituto Nacional de Investigação Científica, 1980, 2 volumes, 4 tomos.
- DIAS, Maria da Graça Silva. «Anglismo na Maçonaria em Portugal no limiar do século XIX» in Análise Social, vol .XVI (61-62), 1980-1.º-2.º, 399-405
- MARQUES, A. H. de Oliveira. A maçonaria em Portugal. Lisboa: Gradiva, 1998. ISBN 978-972-662-644-2
- MARQUES, A. H. de Oliveira.  Dicionário de maçonaria portuguesa. Lisboa: Editorial Delta, 2 vols., 1986.
- MARQUES, A. H. de Oliveira (apresentação, introdução e anotações). Figurinos maçônicos oitocentistas: um «guia» de 1841-42. Lisboa: Editorial Estampa, 1983.
- MARQUES, A. H. de Oliveira; História da maçonaria em Portugal:
  - Volume I: Das origens ao triunfo. Lisboa: Editorial Presença, 1990. ISBN 978-972-23-1226-4
  - Volume II, Política e maçonaria: 1820-1869, 1.ª parte. Lisboa: Editorial Presença, 1996. ISBN 978-972-23-2124-2
  - Volume III, Política e maçonaria: 1820-1869, 2.ª parte. Lisboa: Editorial Presença, 1997. ISBN 978-972-23-2163-1
- MATOS, Jorge de. O pensamento maçônico de Fernando Pessoa. Lisboa: Hugin, 2.ª ed., 1977. Prefácio de José Manuel Anes. ISBN 978-972-8310-28-8
- REIS, A. do Carmo – Maçonaria. In Dicionário de História Religiosa de Portugal. Lisboa: Círculo de Leitores, 2001. 3.º vol. (J-P), p. 163-168. ISBN 978-972-42-2416-9
- VENTURA, António. Uma história da maçonaria em Portugal (1727-1986). Lisboa : Círculo de Leitores, 2013. ISBN 978-972-42-4939-1